# Шимон Перес
Шимо́н Пе́рес (івр. שמעון פרס; пол. Szymon Perski, Šymon Perski; нар. 2 серпня 1923, Вішнево — 28 вересня 2016) — ізраїльський політик, президент Ізраїлю (2007—2014). Двічі обіймав посаду прем'єр-міністра країни, був міністром у 12 урядах. Обирався до Кнесету майже безперервно з 1959 року.

## Біографія
Народився у передвоєнній Польщі, у містечку Вішнево (сучасна Білорусь). У 1934 році сім'я виїхала до Палестини, де Шимон закінчив школу у молодіжному селі Бен-Шемен і почав брати участь у сіоністських молодіжних рухах. Після здобуття Ізраїлем незалежності перебував на різних державних та дипломатичних посадах. За 66 років політичного життя був членом декількох політичних партій, в останні роки належав до партії «Кадіма». У 1994 році отримав Нобелівську премію Миру разом з Ясіром Арафатом та Іцхаком Рабіном за внесок у процес примирення між ізраїльтянами та палестинцями у Осло. У 2007 р. був обраний президентом країни.

## Нагороди
- Премія «Квадрига» 2006 року[3][4].
- 2008 року отримав від королеви Єлизавети ІІ титул лицаря Британської Імперії.

## Переклади українською
- Шимон Перес. Дрібних мрій не буває. Про сміливість, уяву та становлення сучасного Ізраїлю. — К. : BookChef, 2020. — 288 с. — ISBN 978-966-993-236-5.